# Martina Hrašnová
Martina Danišová-Hrašnová (née le 21 mars 1983 à Bratislava) est une athlète slovaque, spécialiste du lancer du marteau.

## Biographie
Martina Hrašnová a été suspendue pour dopage à la nandrolone d'août 2003 à août 2005.
En 2012 et 2014, elle devient vice-championne d'Europe derrière la Polonaise Anita Włodarczyk.
Le 8 juillet 2016, elle se classe 7e des Championnats d'Europe d'Amsterdam avec 70,62 m.
Elle se classe 9e des championnats du monde 2019 avec 71,28 m.

## Palmarès
| Date | Compétition                         | Lieu                                | Résultat | Marque  |
| ---- | ----------------------------------- | ----------------------------------- | -------- | ------- |
| 2000 | Championnats du monde juniors       | Santiago du Chili                   | 5e       | 57,75 m |
| 2001 | Championnats d'Europe juniors       | Grosseto                            | 2e       | 61,97 m |
| 2002 | Championnats du monde juniors       | Kingston                            | 2e       | 63,91 m |
| 2008 | Jeux olympiques                     | Pékin                               | 7e       | 71,00 m |
| 2008 | Finale mondiale                     | Stuttgart                           | 2e       | 71,40 m |
| 2009 | Universiade                         | Belgrade                            | 2e       | 72,85 m |
| 2009 | Championnats du monde               | Berlin                              | 3e       | 74,79 m |
| 2009 | Finale mondiale                     | Thessalonique                       | 3e       | 70,45 m |
| 2012 | Championnats d'Europe               | Helsinki                            | 2e       | 73,34 m |
| 2013 | Championnats d'Europe par équipes   | Banská Bystrica                     | 1re      | 71,49 m |
| 2014 | Championnats d'Europe par équipes   | Riga                                | 1re      | 71,30 m |
| 2014 | Championnats d'Europe               | Zurich                              | 2e       | 74,66 m |
| 2014 | Coupe continentale                  | Marrakech                           | 3e       | 70,47 m |
| 2015 | Jeux Européens                      | Baku                                | 1re      | 69,31 m |
| 2015 | Challenge IAAF du lancer de marteau | Challenge IAAF du lancer de marteau | 3e       | —       |
| 2016 | Championnats d'Europe               | Amsterdam                           | 7e       | 70,62 m |
| 2019 | Championnats d'Europe par équipes   | Sandnes                             | 1re      | 71,64 m |
| 2019 | Championnats du monde               | Doha                                | 9e       | 71,28 m |
| 2019 | Jeux mondiaux militaires            | Wuhan                               | 2e       | 68,89 m |

## Records
| Épreuve           | Performance | Lieu   | Date        |
| ----------------- | ----------- | ------ | ----------- |
| Lancer du marteau | 76,90 m     | Trnava | 16 mai 2009 |